# Dob, Vrba na Koroškem
Dob (nemško Aich) je naselje v Občini Vrba na Koroškem v Okraju Beljak-dežela na Koroškem v Avstriji.